# Claudia MacDonald
Pour les articles homonymes, voir MacDonald.
Pas d'image ? Cliquez ici

a Compétitions nationales et continentales officielles uniquement.

b Matchs officiels uniquement.
Claudia MacDonald, née le 4 janvier 1996 à Epsom (Angleterre), est une joueuse internationale anglaise de rugby à XV évoluant aux postes de demi de mêlée ou d'ailier. Elle joue aux Exeter Chiefs.

## Biographie
Claudia MacDonald naît le 4 janvier 1996. Elle commence la pratique du rugby à XV à l'âge de 19 ans, au Sutton & Epsom RFC. Elle fait ses débuts internationaux avec l'équipe d'Angleterre en 2018 et devient professionnelle en 2019.
Blessée au genou, elle rate le Tournoi des Six Nations 2022. Durant l'été elle signe aux Exeter Chiefs. Elle compte vingt sélections en équipe nationale quand elle est retenue en septembre 2022 pour disputer la Coupe du monde en Nouvelle-Zélande.
À l'automne 2023, elle est au nombre des trente joueuses qui retournent en Nouvelle-Zélande participer à la première édition du WXV.
Début 2024, elle se blesse grièvement aux cervicales à l'entrainement. Le corps médical hésite à l'opérer considérant l'intervention trop risquée. Claudia MacDonald pense alors que sa carrière est terminée. Puis au début de l'été, après des mois de repos complet, le verdict des médecins arrive et non seulement son corps a su guérir seul mais elle obtient le feu vert pour reprendre les sports de contact. Elle rate le Tournoi des Six Nations puis le WXV. Mais au mois de décembre, elle fait son retour sur les terrains de Premiership après dix mois d'absence et avec l'ambition de réintégrer l'effectif des Red Roses.
En juillet 2025, elle est sélectionnée pour la Coupe du monde en Angleterre.
Elle est mariée avec sa coéquipière Cliodhna Moloney.

## Palmarès

### En club
- Finaliste du Championnat d'Angleterre en 2022 et 2023.

### En équipe nationale
- Vainqueur du Tournoi des Six Nations en 2019, 2020, 2021, 2023 et 2025.
- Finaliste de la Coupe du monde en 2021.
- Vainqueur du WXV en WXV 2023.